# Wandbespanning
Wandbespanning is een constructie van tengels en linnen, papier of jute die kan worden aangebracht aan een muur om deze te verhullen. Dit wordt gedaan ter isolatie (in het geval van buitenmuren) en om onregelmatigheden in de muur te verbergen.
In België en Nederland wordt wandbespanning sinds de introductie van de spouwmuur niet meer nieuw aangelegd, al wordt het bij monumenten en andere oude gebouwen nog wel gezien. Binnenwanden worden tegenwoordig meestal gestuct of rechtstreeks geschilderd of behangen, maar toch komt wandbespanning aan de binnenwanden ook voor. Vroeger was het bespannen van de binnenwanden gebruikelijker dan nu. Omdat vocht- en koudewering bij binnenmuren geen rol speelt dient wandbespanning hier vooral een decoratief doel. Ook wordt het toegepast om geluidsreflecties tegen te gaan.
Langs de muur op de hoogte van de stoelleuning werd wel een zogenaamde stoelplank aangebracht, omdat anders de bespanning eenvoudig beschadigde. Ook lambrisering vindt oorsprong als bescherming van de wandbespanning.